# Cynegils de Wessex

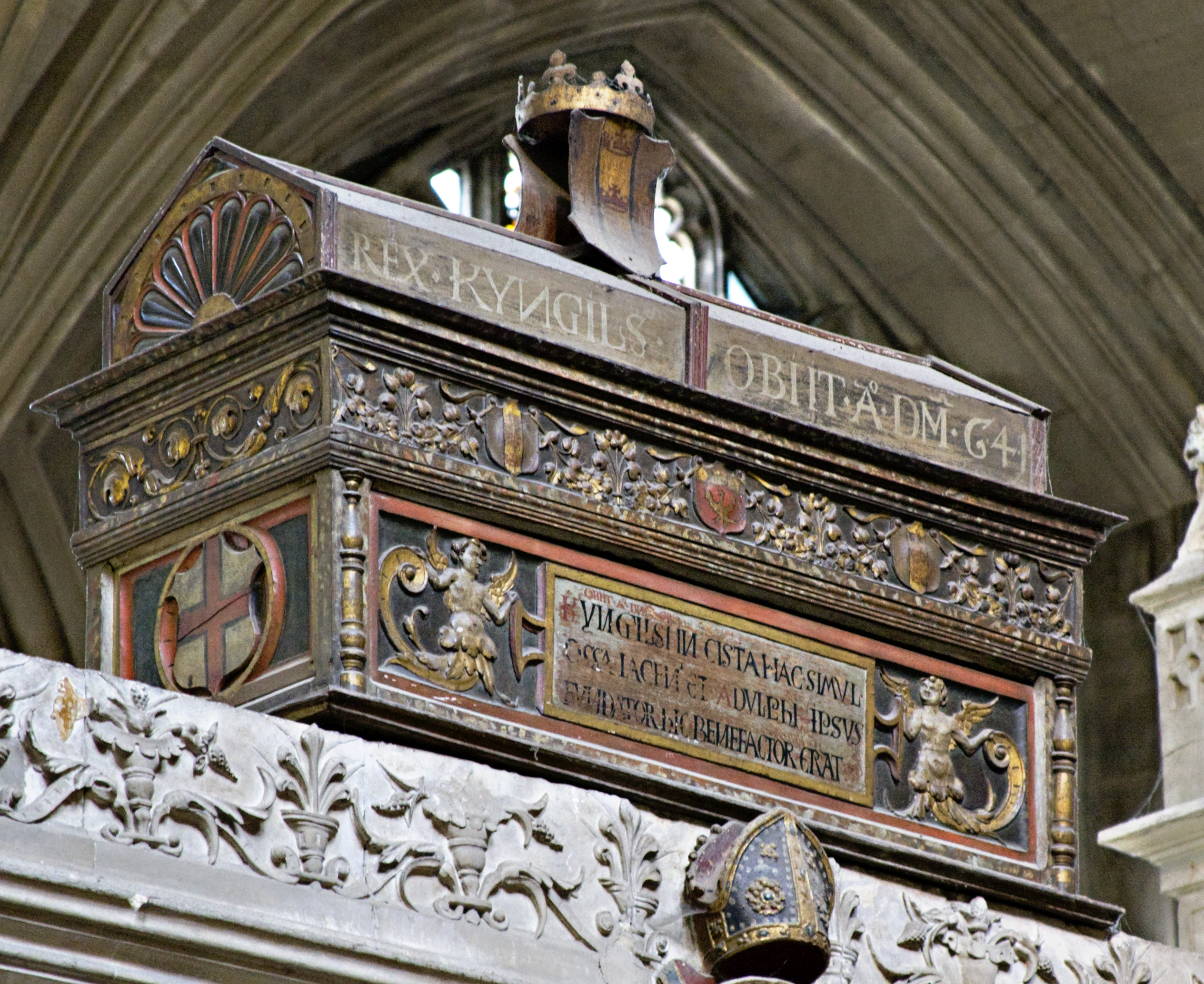
Urna funerària de Cynegils

Cynegils va ser rei de rei de Wessex del 611 al 642. Durant el seu regnat el país tenia com a centre el territori de la part alta del riu Tàmesi, i s'estenia cap al nord de Wiltshire i Somerset, el sud de Gloucestershire i Oxfordshire i l'oest de Berkshire, amb la ciutat de Dorchester on Thames com a principal residència reial. Va tenir conflictes amb el rei de Mèrcia i es va sotmetre al rei de Northúmbia al qual pagava un fort tribut. Cynegils va ser el primer rei de Wessex que es va convertir al cristianisme.

## Regnat
Segons la llista genealògica de Wessex sembla que Cynegils va ser rei a la mort de Ceolwulf de Wessex, que era el seu pare. En altres textos es diu que Cynegils tenia un germà anomenat Ceolwald, que va ser l'avi d'Ine, i encara que les llistes de reis de Wessex diuen que aquest país va estar governat per un sol rei, es creu actualment que els dos germans podrien haver compartit el govern.
En la Crònica anglosaxona es contraciu aquesta informació, ja que en la secció de l'any 611 es diu que va pujar al tron Cynegilis, que era fill de Ceol En la secció de l'any 614 diu que aquell any Cynegils i Cwichelm van lluitar a Beandun, on van matar dos-cents quaranta-sis gal·lesos. Beda va escriure que l'intent d'assassinat del rei Edwin de Northúmbria l'any 626 va ser per ordre de Cwichelm, rei dels saxons de l'oest. No se sap si aquest rei Cwichelm del 614 és la mateixa persona que el rei del 626 i, en cas que així sigui, potser es podria tractar del Cwichelm que va ser batejat i va morir vers el 636. Alguns historiadors suposen que Cwichelm va ser un fill de Cynegils.
El 628, Cynegils i Cwichelm van lluitar contra el rei Penda de Mèrcia a Cirencester. A la crònica no explica qui va ser el vencedor, però se suposa que va ser Penda. Cynegils i Cwichelm pagaven un fort tribut consistent en 100.000 hides al rei Edwin de Northúmbria, la qual cosa indicaria que en aquest temps Wessex va ser un territori subjugat a Northúmbira.

## Cristianització
En la dècada del 630, el bisbe Birinus es va establir a Dorchester, i es diu que va batejar Cynegils i Cwichelm amb el rei Osvald de Northúmbria com a padrí. Un altre rei dels saxons de l'oest anomenat Cuthred i que va morir el 661, apareix en la llista dels batejats. Osvald es va casar mab una filla de Cynegils, el seu nom no consta en les cròniques però Reginald de Durham l'anomena Kyneburga (Cyneburg). Aquesta missió evangèlica del bisbe sembla que no va tenir impacte a llarg termini, ja que el fill de Cynegils, Cenwalh, no es va batejar fins al 646, quan va ser expulsat del regne per Penda.

## Mort i successió
La data de la defunció de Cynegils no es coneix amb certesa. Beda només diu que va ser succeït pel seu fill Cenwalh. Les diferents versions la Crònica anglosaxona no coincideixen en la data: segons els manuscrits B, C i E l'any de l'ascensió al tron de Cenwalh va ser l'any 641 i segons els manuscrits A i G va ser el 643. Els historiadors moderns creuen que això és degut a voler acceptar que el seu regnat va durar trenta-un anys, partint d'una data inicial diferent.

## Fills
A més de Cenwalh i de la filla que es va casar amb Osvald, Cynegils va tenir un altre fill anomenat Cwichelm, que podria ser o no la mateixa persona anomenada rei. Es deia que el rei Centwine va ser fill de Cynegils, però hi ha força proves que demostren que aquesta afirmació va ser una invenció posterior.